# José James
José James (Minneapolis, 20 gennaio 1978) è un cantante statunitense.

## Discografia

### Album
- 2008 The Dreamer
- 2010 Blackmagic
- 2010 For All We Know
- 2013 No Beginning No End
- 2023  "On & on"